# Авінов Андрій Миколайович
Андрі́й Микола́йович Аві́нов (Авинофф, англ. Andrey Avinof, 14 лютого 1884, Тульчин, Подільська губернія— 16 липня 1949) — американський і російський ентомолог, спеціаліст із систематики і фауністики метеликів, а також мандрівник, художник, музеє- та мистецтвознавець, колекціонер, дипломат. Директор Музею природничої історії Карнегі у Піттсбурзі, США.

## Біографія
Народився 14 лютого 1884 в Тульчині Подільської губернії у родині кадрового російського офіцера. У восьмирічному віці захопився колекціонуванням метеликів. Коли батька перевели служити до Ташкента, поповнював своє зібрання місцевими видами і замальовував їх.
Закінчивши Московський університет, він поступив на державну службу. Одержавши чималий спадок від дядька, він організує експедицію до Паміру разом з молодим ентомологом О. М. Кириченком. Згодом він організував десятки експедицій до Середньої і Центральної Азії, наймав для збирання комах численних студентів. Його колекція нараховувала десятки тисяч екземплярів метеликів, серед яких було чимало рідкісних і нових для науки.
Бурхливі події Лютневої революції (1917) він пережив у материнському маєтку Шедієве на Полтавщині. Восени він емігрував до США.
У наступні роки він офіційно представляв у Вашингтоні Тимчасовий уряд Росії, займався архітектурою і живописом, влаштовував виставки, працював художником-рекламістом і ілюстратором, досліджував ікони, очолював величезний природничий музей у Піттсбурзі тощо. Тривали й його дослідження у галузі ентомології. Успішній різноплановій діяльності А. Авінова сприяли його мовні здібності — він вільно розмовляв на чотирьох, а читав на десяти мовах.
Помер 16 липня 1949 в Нью-Йорку.

## Особисте життя
Андрій Авінов був гомосексуалом. З 1947 року Авінов підтримував тісну дружбу з біологом та дослідником сексу Альфредом Кінсі, частково через їхні схожі ентомологічні інтереси; рання наукова робота Кінсі була пов'язана з галовими осами. До смерті Авінова вони співпрацювали над кількома проектами, включаючи неопубліковане дослідження сексуальності людей у мистецтві.
Авінов продовжує отримувати зростаюче визнання як художник і захисник гомосексуальної орієнтації, «аспект свого життя, який він ніколи не оприлюднював» за життя.

## Сім'я
Належить до давнього дворянського роду Авінових.
Дід — Олександр Павлович Авінов (1786—1884), учасник Трафальгарської битви, згодом адмірал.
Батько — Микола Олександрович Авінов (1844—1911), полковник, пізніше генерал.
Мати — Олександра Миколаївна, до шлюбу Лукьянович (1844 — 1933), батьки якої володіли маєтком Шедієве у Полтавській губернії.
Брат — Микола Миколайович Авінов (1881—1937), репресований і розстріляний.
Сестра — Єлизавета Миколаївна Авінова, у шлюбі Шуматова (1888—1980), американська художниця-портретистка, народилася у Харкові, де тоді служив батько.

## Наукова діяльність
Почавши масштабне збирання метеликів як аматор, А. М. Авінов став справжнім фахівцем. Ним описані нові види і підвиди метеликів, зроблено цінний зоогеографічний аналіз фауни Центральної, Середньої та тропічної Азії. У його науковому доробку — фундаментальні фауністичні зведення із лускокрилих Паміру і острову Ямайка, величезна монографія тропічного роду Karanasa.
Десятки організованих ним експедицій до маловідомих європейцям куточків Азії здобули йому славу мандрівника. Його обрали членом Російського географічного товариства та ентомологічних товариств Росії, Лондона, Нью-Йорка, Почесним доктором наук Піттсбурзького університету. А. Авінов разом з племінником (сином сестри) Ніколасом Шуматовим провів п'ять сезонів на Ямайці (1931—1940), зібравши там близько 14 000 метеликів.
Працюючи зберігачем, а потім директором Природничого музею Карнегі (Піттсбург), він упорядкував і збагатив його величезні колекції. (Разом з ним співробітником музею був тоді ще один емігрант з Росії В. В. Набоков, письменник і ентомолог). Авінов також товаришував з американським ентомологом і сексологом Альфредом Кінсі.
Величезну колекцію метеликів, зібрану А. Авіновим у Росії (понад 80 000 екземплярів), після революції конфіскували і передали до Зоологічного інституту Академії наук. Колекції, зібрані ним під час життя у США, безкоштовно передані до природничих музеїв Піттсбурга і Нью-Йорка.
На честь А. Авінова названо низку видів комах, в тому числі метелика Melitaea avinovi Sheljuzhko, 1914 і сахалінського ендеміка жужелицю Авінова — Carabus avinovi Semenov & Znojko, 1932.

## Основні ентомологічні праці

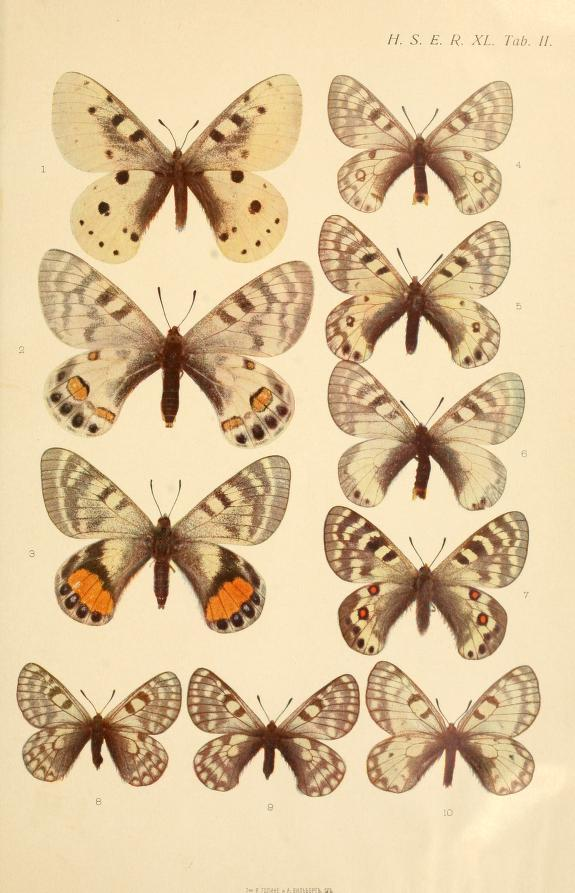
Таблиця до статті А. М. Авінова з описом відкритого ним одного з найрідкісніших метеликів світу — Parnassius avtokrator Avinov, 1913 (На малюнку це метелик, позначений номером 3)

- К фауне Rhopalocera Восточного Памира// Труды Русского энтомол. общества, 1910, 39: 225—246, Tab. XIV.
- Formes nouvelles de Rhopalocères de la Ferghana. // Horae Soc. ent. Ross., 1910, 39: 229—248, pl. 14, figs. p. 4-5.http://www.biodiversitylibrary.org/part/20989.
- О некоторых новых формах рода Parnassius Latr. (Lepidoptera, Papilionidae) // Труды Русского энтомол. общества, 1913, 40(5): 1-21, Tab. II.
- К вопросу о более дробных зоогеографических подразделениях палеарктических частей Британской Индии на основании распространения и группировки Lepidoptera Rhopalocera (дневные бабочки) // Изв. Имп. Русск. Геогр. Общ., 1913, 49(4–6): 523—563.
- Some new forms of Parnassius (Lepidoptera, Rhopalocera). // Trans. ent. Soc. London, 1915, 48(3/4): 351—360, tab. 52-54.
- Einige neue Formen der Gattung Parnassius (Uebersetzung aus Horae Soc. ent. Ross., 1916, 40(5) // Mitt. münch. ent. Ges. 7: 43-64, Tab. I.
- Notice sur la collection de Lépidoptères // Etud. Lépid. comp., 1920, 17: 71-84.
- Lepidoptera named by Ehrmann. // Ann. Carnegie Mus., 1927, 27: 326—333. [У співавторстві з Holland W.]
- The Lepidoptera collected by G.M. Sutton on Southampton Island. Rhopalocera. // Mem. Carnegie Mus. 1935, 12(2): 13. [У співавторстві з Holland W.]
- An Annotated List of the Butterflies of Jamaica // Ann. Carnegie Museum, 1946, vol. 20: pp. 263—295, pl. I[У співавторстві з Shoumatoff N.]
- The Karanasa Butterflies (Satyr.), a study in Evolution // Ann. Carnegie Mus., 1951, 32(1): 1-251, 17 pls. У співавторстві з Sweadner W.R.]